# Танасијевић
Танасијевић је српскохрватско презиме. Значајни људи са овим презименом су:
- Драган Танасијевић (1959), фотограф
- Јован Танасијевић (1978), бивши фудбалер
- Страхиња Танасијевић (1997), фудбалер